# Ludwig Boltzmann
Ludwig Boltzmann (Beč, 20. veljače 1844. – Duino kod Trsta, 5. rujna 1906.), austrijski fizičar. Doktorirao (1866.) na Sveučilištu u Beču. Predavao u Beču i na drugim europskim sveučilištima. Pridonio teoriji toplinskog zračenja crnog tijela (Stefan-Boltzmannov zakon), kinetičkoj teoriji plinova (Maxwell-Boltzmannova razdioba molekula po energijama) i statističkoj interpretaciji entropije. U klasičnoj statističkoj fizici Boltzmannov faktor e–E/kT, opisuje učestalost nekog stanja u ovisnosti o njegovoj energiji E na nekoj zadanoj temperaturi T, gdje je k Boltzmannova konstanta. S pomoću tog faktora dobiva se Boltzmannov zakon razdiobe čestica po energijama. Statističku mehaniku velikog broja čestica Boltzmann je izgradio na temeljnom postulatu da je vjerojatnost nekog makrostanja razmjerna broju mogućnosti njegova ostvarenja i hipotezi da su sva mikrostanja, koja izgrađuju makrostanje, jednako vjerojatna. Po njem je nazvan krater na Mjesecu (Boltzmann (krater)).
Jedan je od najvažnijih osnivača statističke mehanike. Bio je odlučni pristaša atomistike. Potaknut mišlju i uvjerenjem da se zakoni ponašanja termodinamičkih, makroskopskih, sustava mogu izvesti iz predpostavke o postojanju atoma, od kojih je sustav sastavljen i koji se gibaju po zakonima Newtonove mehanike. Svoj teorijski rad na području fizike Boltzmann je uobličio spajanjem mehaničkih zakona i teorije vjerojatnosti. Rezultat toga je Boltzmannova razdioba koja opisuje razdiobu atoma po energijama u ovisnosti o temperaturi sustava. Vjerojatnost da ćemo u sustavu temperature T naći određen broj atoma energije E razmjerna je s funkcijom:
{\displaystyle e^{-{\frac {E}{kT}}}}
Boltzmann je unaprijedio kinetičku teoriju plinova, a njegov krunski rezultat je statističko tumačenje entropije, po kojem je entropija mjera neuređenosti sustava i proporcionalna je logaritmu broja sviju mogućih mikroskopskih stanja koja su u skladu s jednim jedinim makroskopskim stanjem sustava. Na taj način entropija je, osim svoje fenomenološke termodinamičke zasnovanosti, dobila i mikroskopsko statističko tumačenje, a time je otvoren put za proučavanje Drugog zakona termodinamike u sklopu statističke fizike i Newtonove mehanike. Svojim pokusima i teorijskim razmatranjima Boltzmann je podupro i Maxwellovu teoriju elektromagnetizma.

## Doprinosi

### Stefan-Boltzmannov zakon
Stefan-Boltzmannov zakon tvrdi da je ukupna količina energije j*, koje idealno crno tijelo toplinski zrači, po jedinici površine i u nekoj jedinici vremena, direktno proporcionalna s četvtom potencijom termodinamičke temperature T:
{\displaystyle j^{\star }=\sigma \cdot T^{4},}
gdje je: σ - konstanta proporcionalnosti ili Stefan–Boltzmannova konstanta, koja je dobiva iz ostalih prirodnih konstanti.

#### Temperatura Sunca
S tim zakonom, Jožef Stefan je uspio izračunati temperaturu Sunčeve površine. On je naučio od Charlesa Soreta da je intenzitet količine zračenja sa Sunca 29 puta jači od uzorka vrućeg metalnog lima. Kružni metalni lim je smješten pod istim kutom kojim je gledao Sunce i njegova temperatura je bila 1 900 – 2 000 °C. Stefan je pretpostavio da jednu trećinu Sunčevog zračenja upije Zemljina atmosfera, tako da je intenzitet Sunčevog zračenja za Stefana ispao 29 × 3/2 = 43,5 puta veći od uzorka lima. Stefan je uzeo srednju vrijednost za temperaturu lima 1 950 °C i kad je pretvorio dobio je 2 220 K. Kako je 2,574 = 43,5, iz toga slijedi da je temperatura Sunčeve površine 2,57 puta veća od temperature lima, pa slijedi 2,57 x 2220 K = 5 705 K (današnja vrijednost je 5778 K).), i to znači da je bio vrlo blizu rješenja.